# L'Amour fou
L'Amour fou (bra: Amor Louco; prt: O Amor Louco) é um filme francês de 1969, do gênero drama, dirigido por Jacques Rivette, e estrelado por Bulle Ogier e Jean-Pierre Kalfon. Com um roteiro que Rivette coescreveu ao lado de Marilù Parolini, a trama retrata a história de um diretor que começa a trair sua esposa com outras atrizes enquanto eles ensaiam para uma peça teatral trágica.

## Sinopse
Durante os ensaios para a produção da peça teatral trágica "Andromaque", de Jean Racine, a atriz principal Claire (Bulle Ogier) e seu diretor Sébastien (Jean-Pierre Kalfon), que são um casal nos bastidores, não conseguem encontrar uma maneira de deixar os seus problemas pessoais em casa. A vida começa a imitar a ficção, e a situação se complica quando Sébastien busca consolo com outras mulheres, também atrizes, enquanto Claire prefere manter o foco em sua atuação, como se nada estivesse acontecendo com seu parceiro.

## Elenco
- Bulle Ogier como Claire
- Jean-Pierre Kalfon como Sébastien / Pirro
- André S. Labarthe como Diretor
- Josée Destoop como Marta / Hermíone
- Dennis Berry como Dennis / Pílades
- Michèle Moretti como Michèle

## Análise

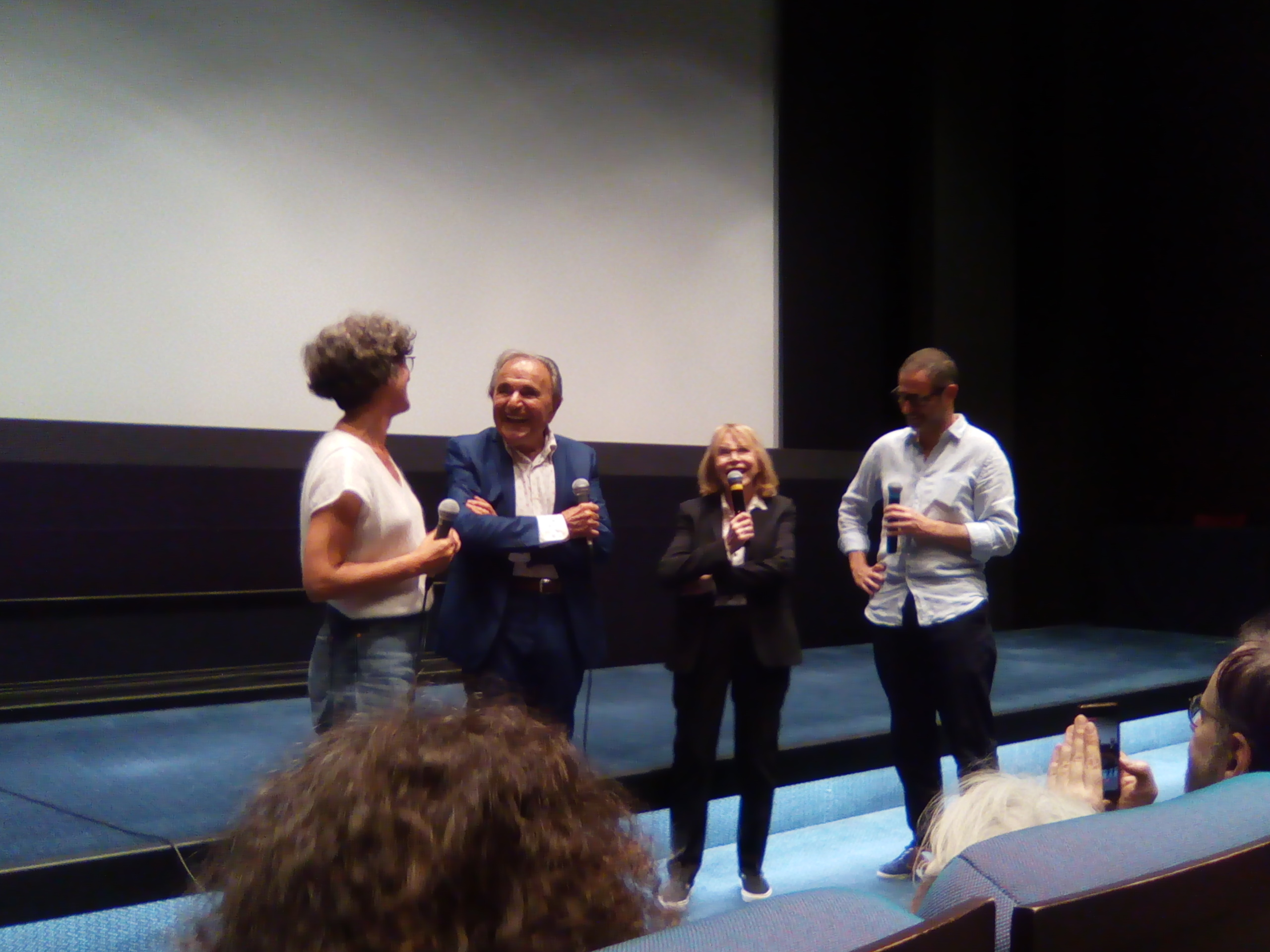
Jean-Pierre Kalfon e Bulle Ogier durante uma exibição do filme na Cinémathèque française, em 2019.

Jacques Rivette descreveu "L'Amour fou" como um filme "sobre ciúme", mas observa que essa definição não captura totalmente sua essência. De fato, a maior parte do filme explora um paralelo entre o ciúme de Hermíone – da peça teatral "Andromaque" (1668), de Jean Racine – e o ciúme de Claire, ambos desencadeados pela infidelidade de um homem amado. No entanto, a história moderna do casal formado por Claire e Sébastien difere em alguns aspectos da história do casal formado por Hermíone e Pirro. Um exemplo é o episódio em que o casal se isola, na última parte do filme, que é completamente original em comparação com a trama da peça teatral de Racine.
O filme ilustra a "relação particularmente fecunda que o trabalho de Jacques Rivette mantém com a literatura", assim como outros filmes, como: "Suzanne Simonin, la Religieuse de Diderot" (1966), adaptação de um romance de Denis Diderot, ou "Ne touchez pas la hache" (2007), adaptação de um romance de Honoré de Balzac.

## Recepção
Roger Greenspun, em sua crítica para o jornal The New York Times, escreveu: "L'Amour fou, embora possivelmente não seja uma obra-prima, é uma obra de tal interesse, habilidade e inteligência que merece ser algo melhor do que uma lenda – no que é, afinal, ainda o seu próprio tempo".
Em 1973, o filme enfrentou um grande revés quando seu negativo de 35 mm foi destruído em um incêndio nos laboratórios GTC, em Paris. Apesar disso, a produção conseguiu circular em diversos contextos, embora em cópias incompletas ou bastante desgastadas ao longo das décadas. A situação mudou em 2022, quando sob a supervisão de Caroline Champetier, diretora de fotografia que colaborou em alguns filmes de Rivette, uma restauração foi realizada usando várias cópias e materiais de filmagem encontrados em laboratórios. O resultado foi oficialmente revelado em 2023, quando a cópia restaurada foi exibida na seção de Clássicos do Festival de Cannes.
No Rotten Tomatoes, site agregador de críticas, 100% das 8 críticas do filme são positivas, com uma classificação média de 7,8/10.